# Bački Jarak
Bački Jarak (ćir.: Бачки Јарак, mađ.: Tiszaistvánfalva, njem.:Jarmosch) je grad u općini Temerin u Južnobačkom okrugu u Vojvodini.

## Povijest
Bački Jarak prvi put se spominje 1267. godine. Moderno naselje su osnovali i naselili Nijemci 1787. do tada je ovo područje bilo neneseljeno. Temerin i Bački Jarak su 1796. godine prodani grofu Šandoru Sečenjiju za 80.000 forinti.
Poslije Drugog svjetskog rata selo je pretvoreno u koncentracijski logor za civile njemačkog podrijetla. Tijekom postojanja, od 2. prosinca 1944. do 17. travnja 1946., pobijeno je više od 7000 civila. Kao posljedica događaja iz Drugog svjetskog rata njemačko stanovništvo napustilo je Bački Jarak, koji je zatim naseljen stanovnicima iz Bosne i Hercegovine.

## Stanovništvo
U gradu živi 6049 stanovnika, od toga 4838 punoljetnih stanovnika, a prosječna starost stanovništva iznosi 38,7 godina (37,8 kod muškaraca i 39,6 kod žena). U naselju ima 1967 domaćinstava, a prosječan broj članova po domaćinstvu jest 3,06.
Prema popisu stanovništva iz 1991. godine u naselju je živjelo 5426 stanovnika.
| Etnički sastav 2002. |            |        |
| Narod                | Stanovnika | %      |
| Srbi                 | 5.838      | 96,51% |
| Mađari               | 43         | 0,71%  |
| Hrvati               | 30         | 0,49%  |
| Jugoslaveni          | 22         | 0,36%  |
| Rusini               | 13         | 0,21%  |
| Makedonci            | 11         | 0,18%  |
| Slovaci              | 10         | 0,16%  |
| Nijemci              | 7          | 0,11%  |
| Crnogorci            | 6          | 0,09%  |
| Rusi                 | 3          | 0,04%  |
| Albanci              | 3          | 0,04%  |
| Muslimani            | 2          | 0,03%  |
| Česi                 | 1          | 0,01%  |
| Bugari               | 1          | 0,01%  |
| nepoznato            | 27         | 0,44%  |

| broj stanovnika | 2438  | 2544  | 3362  | 3858  | 5396  | 5426  | 6049  |
|                 | 1948. | 1953. | 1961. | 1971. | 1981. | 1991. | 2001. |

## Galerija
- Osnovna škola sa športskom dvoranom
- Stara njemačka kuća
- Centar grada

## Šport
- FK Mladost Bački Jarak

## Vanjske poveznice
- Karte, udaljenosti vremenska prognoza  Arhivirana inačica izvorne stranice od 6. svibnja 2009. (Wayback Machine)
- Satelitska snimka naselja
- [neaktivna poveznica]